# Harvey Catchings
Harvey Lee Catchings (Jackson, 2 settembre 1951) è un ex cestista statunitense, professionista nella NBA e in Italia.
Ha una figlia, Tamika, professionista in WNBA.

## Carriera
Venne selezionato dai Philadelphia 76ers al nono giro del Draft NBA 1973 (138ª scelta assoluta) e, nuovamente, al terzo giro del Draft NBA 1974 (42ª scelta assoluta).